# Corquilleroy
Corquilleroy è un comune francese di 2 650 abitanti situato nel dipartimento del Loiret nella regione del Centro-Valle della Loira.

## Società

### Evoluzione demografica
Abitanti censiti